# Лёгкие Момсена

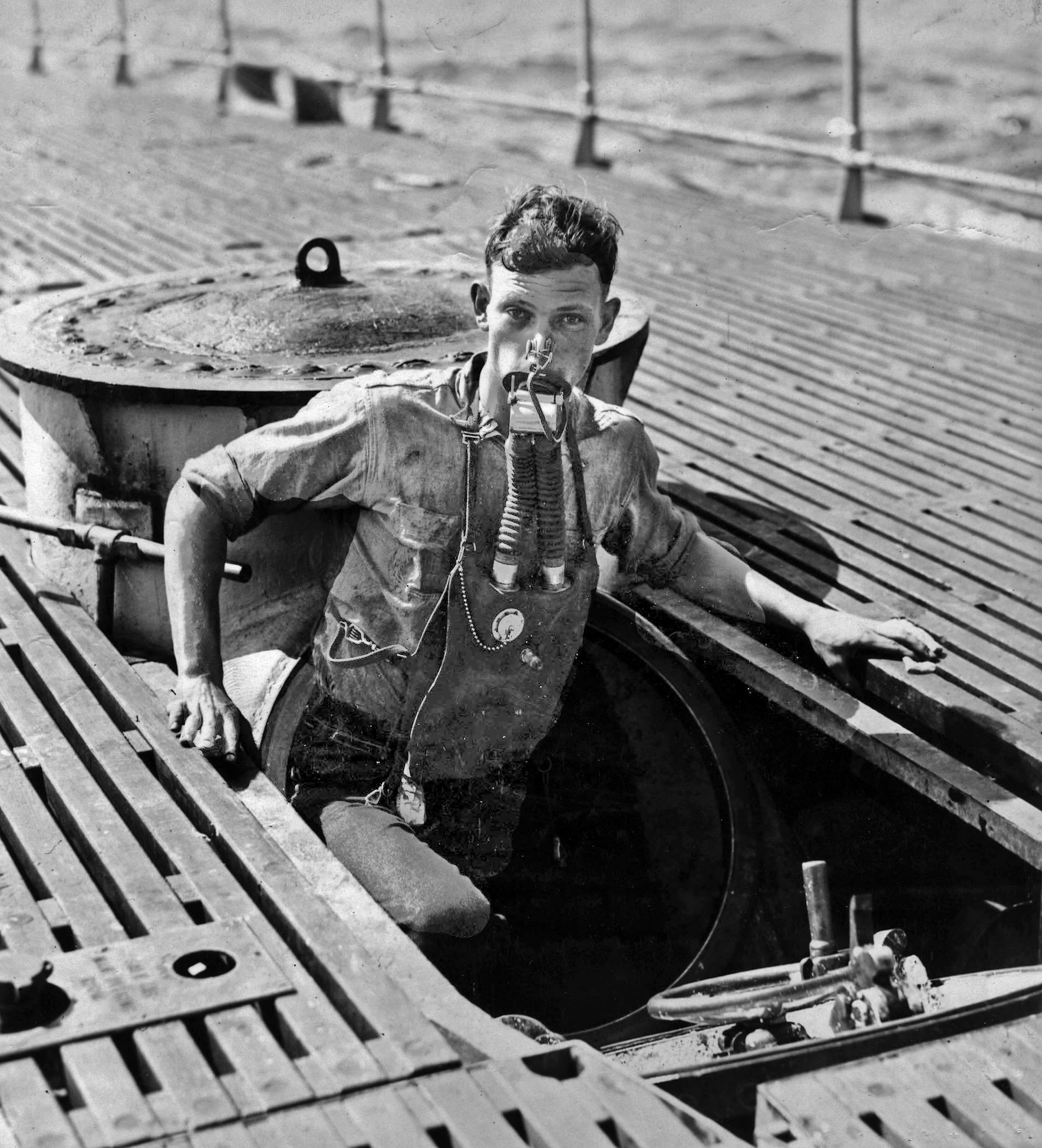
Тренировка с использованием лёгких Момсена в июле 1930 года.

Лёгкие Момсена — индивидуальный спасательный аппарат, по сути примитивный ребризер, использовавшийся как до, так и во время Второй мировой войны американскими подводниками для спасения из затонувшей подводной лодки. Этот аппарат был изобретен Чарльзом Момсеном в 1929 году после гибели экипажа затонувшей лодки USS S-4 (SS-109). Подводники тренировались с этим устройством на глубине около 30 м. Впервые было введено в стандартное снаряжение на лодках Porpoise и Salmon классов.

## Описание
Это устройство представляло собой продолговатый резиновый контейнер, полость которого наполнена натровой известью. Натровая известь поглощала углекислый газ из выдыхаемого воздуха, после чего воздух пополнялся кислородом. Две трубки вели из контейнера ко рту: одна для вдыхания кислорода, вторая для выдыхания углекислого газа.
Устройство одевалось через голову и крепилось вокруг шеи, сам контейнер находился спереди в области грудной клетки. Кроме обеспечения кислородом для подъёма на поверхность, устройство обеспечивало медленное всплытие, что позволяло избежать эмболии, то есть закупоривания кровеносных сосудов из-за образования воздушных пробок в крови.

## История
С июня 1929 года по сентябрь 1932 года Момсен вместе с наводчиком Кларенсом Л. Тиббальсом и гражданским сотрудником подразделения Фрэнком М. Хобсоном разрабатывали это устройство.
Первый случай, когда подводники были спасены благодаря «лёгким Момсена», произошёл в октябре 1944 года. Тогда из 13 членов экипажа, которые пытались спастись из затонувшей на глубине 55 метров подводной лодки USS Tang (SS-306) в водах Восточно-Китайского моря, восемь или девять из них добрались до поверхности, при этом один из них совершил свободный подъём без дополнительных устройств. Из добравшихся до поверхности выжило в итоге только пять человек.
Британский флот в это время пользовался подобным устройством — спасательным аппаратом Дэвиса, но он был ещё менее удобен в использовании. Позже британцы заменили этот аппарат на технику контролируемого всплытия, при которой подводники равномерно выдыхали воздух в течение подъёма с целью избежать расширения воздуха в лёгких, что могло привести к их разрыву.
Позже «лёгкие Момсена» были заменены на более совершенное устройство — капюшон Штайнке и техники «свободного подъёма».